# Rubus dasyphyllus
Rubus dasyphyllus là loài thực vật có hoa trong họ Hoa hồng. Loài này được (W.M. Rogers) Marsh miêu tả khoa học đầu tiên.